# Гайдаровск
Гайда́ровск — посёлок в Орджоникидзевском районе Хакасии. Административный центр и единственный населённый пункт Гайдаровского сельсовета.

## Этимология
Название получил в честь Аркадия Петровича Гайдара (1904—1941), советского писателя.

## География
Расположен в горно-таёжной местности на границе с Ширинским районом.

## История
В 1976 году указом Президиума Верховного Совета РСФСР посёлку Хутор присвоено наименование Гайдаровск.

## Население
| 2002 | 2010 | 2012 | 2013 | 2014 | 2015 | 2016 |
| ---- | ---- | ---- | ---- | ---- | ---- | ---- |
| 367  | ↘291 | ↘271 | ↘257 | ↘237 | ↘230 | ↘218 |
| 2017 | 2018 | 2019 | 2020 | 2021 |      |      |
| ↗221 | ↗223 | ↗225 | ↘212 | ↗223 |      |      |